# Kathryn Mitchell
Kathryn Mitchell, född 10 juli 1982, är en friidrottare från Australien. Hon deltog vid olympiska sommarspelen 2012, olympiska sommarspelen 2016, olympiska sommarspelen 2020 och olympiska sommarspelen 2024.